# سينثيا د. بيلار
سينثيا د. بيلار (بالإنجليزية: Cynthia D. Belar)‏ عالمة معروفة بمساهماتها في علم النفس الإكلينيكي مع التركيز بشكل خاص على علم النفس الصحي والخدمة الإكلينيكية والتعليم. وهي أستاذة فخرية في مركز العلوم الصحية بجامعة فلوريدا.
من بين العديد من الجوائز، حصلت بيلار على جائزة Paul Nelson لعام 2008 عن المساهمات البارزة في التعليم والتدريب ولمساهماتها في علم النفس على المستوى الوطني. كما حصلت بيلار على جائزة المعلم عام 1997 من جمعية علماء النفس في مراكز الصحة الأكاديمية، وجائزة الجمعية الأمريكية لعلم النفس لعام 1996 للمساهمات المتميزة في التعليم والتدريب في علم النفس. ومنحتها جمعية علم النفس الصحي جائزة تكريمًا لها في عام 2014.